# Walram (Jülich)
Graf Walram von Jülich († 1297) war von 1283 bis zu seinem Tod Graf der Grafschaft Jülich.
Er ist nicht zu verwechseln mit dem Kölner Erzbischof Walram von Jülich († 1349).

## Leben
Walram war ein Sohn von Graf Wilhelm IV. von Jülich und Richarda von Geldern, einer Tochter von Graf Gerhard IV. Walram war als jüngerer Sohn für die geistliche Laufbahn vorgesehen und Propst am Aachener Marienstift. Als sein Vater und seine älteren Brüder Wilhelm und Roland 1278 in Aachen erschlagen wurden, regierten die verbliebenen Söhne Walram, Gerhard und Otto die Grafschaft gemeinsam unter der Leitung ihrer Mutter Richarda. Erst 1283 wird Walram, der vorher nur unter seinen geistlichen Titeln auftrat, als Graf von Jülich bezeichnet.
Walram war ein erbitterter Gegner der Erzbischöfe von Köln und Parteigänger des Herzogs von Brabant und anderer westfälischer Großer im Limburger Erbfolgestreit. In der Schlacht von Worringen 1288 setzte er Erzbischof Siegfried gefangen, sicherte damit endgültig die Vormacht gegenüber den Erzbischöfen, gewann unter anderem Zülpich dazu und sicherte alle anderen Lehen. Er führte viele typische Fehden mit den Nachbarn.

## Nachkommen
Walram heiratete 1296 Maria von Brabant, Tochter Gottfrieds von Aerschot. Sie hatten einen Sohn Wilhelm. Das Erbe der Grafschaft fiel jedoch an Walrams jüngeren Bruder Gerhard.